# Alberto Errera
Alberto Israel Errera (Grieks: Αλβέρτος Ισραήλ Ερρέρα) (Thessaloniki, 15 januari 1913 – Auschwitz, augustus 1944) was een Griekse legerofficier van Joodse afkomst. Hij geniet vooral bekendheid als waarschijnlijke maker van de Sonderkommandofoto's in het concentratiekamp Auschwitz.

## Levensloop
Errera was voor de Tweede Wereldoorlog militair in het Griekse leger. Hij trouwde met een vrouw genaamd Matthildi uit Larissa, waar hij zich vestigde en een eigen supermarkt opende. Na de Duitse inval in Griekenland in 1941 voegde hij zich bij het Griekse Bevrijdingsleger, waar hij voedsel aan leverde. Hij werkte onder de christelijke naam Alex (Alekos) Michaelides (Grieks: Άλεξ (Αλέκος) Μιχαηλίδης) of, volgens een neef, als Alexandros Alexandris (Grieks: Αλέξανδρος Αλεξανδρής). 
In de nacht van 22 maart 1944 werd Errera gearresteerd door de Duitsers, mogelijk vanwege zijn verzetswerk. Hij kwam terecht in het concentratiekamp Chaïdari en werd op 2 april via Athene gedeporteerd naar Auschwitz, waar Errera negen dagen later aankwam.
In Auschwitz werd Errera met een honderdtal andere Grieken ingedeeld bij een sonderkommando. Hij kreeg de taak van stoker in een van de crematoriums. Hij maakte in het kamp deel uit van een verzetskern en was zodoende betrokken bij de voorbereidingen van de opstand in Auschwitz door sonderkommando's in oktober 1944.
Errera maakte aan het begin van augustus 1944 een viertal foto's die bekend kwamen te staan als de Sonderkommandofoto's. Twee foto's toont de verbranding van lijken, terwijl op een andere foto een groep naakte vrouwen is te zien die staan te wachten. Twee foto's werden gemaakt vanuit een deuropening, terwijl twee andere foto's vanuit de heup werden gemaakt. Als gevolg daarvan richtte Errera niet goed, waardoor op een foto slechts een aantal bomen is te zien. Samen met foto's uit het Auschwitz Album zijn het de enige foto's die bekend zijn van de werkzaamheden bij de gaskamers. Lange tijd was onduidelijk wie de foto's precies gemaakt had. Pas ver na de oorlog werd Errera op basis van getuigenissen van helpers aangewezen als waarschijnlijke maker.
Op 9 augustus 1944 vormde Errera onderdeel van een groep sonderkommando's die onder bewaking as van de verbrande lichamen ging lozen in de rivier de Wisla. Hij probeerde drie medegevangenen te overtuigen om te vluchten, maar zij weigerden allen. Ter plekke sloeg Errera de twee bewakers met een schep en sprong in de rivier. Twee of drie dagen later werd hij alsnog gevonden. Hij werd gemarteld en gedood. Zijn lichaam werd zoals gebruikelijk was tentoongesteld bij de ingang van het mannenkamp, om te dienen als afschrikwekkend voorbeeld voor iedereen met vluchtplannen.